# British Empire and Commonwealth Games 1958/Leichtathletik
Bei den British Empire and Commonwealth Games 1958 in Cardiff wurden in der Leichtathletik zwischen dem 17. und dem 26. Juli insgesamt 29 Wettbewerbe veranstaltet, davon 20 für Männer und neun für Frauen. Austragungsort war der Cardiff Arms Park.

## Männer

### 100-Yards-Lauf
| Platz | Athlet         | Land | Zeit (s) |
| ----- | -------------- | ---- | -------- |
| 1     | Keith Gardner  | JAM  | 9,66     |
| 2     | Tom Robinson   | BAH  | 9,69     |
| 3     | Mike Agostini  | CAN  | 9,79     |
| 4     | Peter Radford  | ENG  | 9,80     |
| 5     | James Omagbemi | NGR  | 9,86     |
| 6     | Gordon Day     | SAF  | 9,87     |

Finale: 19. Juli
Wind: -1,6 m/s

### 220-Yards-Lauf
| Platz | Athlet              | Land | Zeit (s) |
| ----- | ------------------- | ---- | -------- |
| 1     | Tom Robinson        | BAH  | 21,08    |
| 2     | Keith Gardner       | JAM  | 21,11    |
| 3     | Gordon Day          | SAF  | 21,15    |
| 4     | Stan Levenson       | CAN  | 21,51    |
| 5     | John Scott-Oldfield | ENG  | 21,90    |
|       | Edward Jefferys     | SAF  | DNF      |

Finale: 24. Juli
Wind: > 2,0 m/s

### 440-Yards-Lauf
| Platz | Athlet         | Land | Zeit (s) |
| ----- | -------------- | ---- | -------- |
| 1     | Milkha Singh   | IND  | 46,71    |
| 2     | Malcolm Spence | SAF  | 46,90    |
| 3     | Terry Tobacco  | CAN  | 47,05    |
| 4     | John Salisbury | ENG  | 47,15    |
| 5     | John Wrighton  | ENG  | 47,24    |
| 6     | John MacIsaac  | SCO  | 48,82    |

Finale: 24. Juli

### 880-Yards-Lauf
| Platz | Athlet         | Land | Zeit (min) |
| ----- | -------------- | ---- | ---------- |
| 1     | Herb Elliott   | AUS  | 1:49,32    |
| 2     | Brian Hewson   | ENG  | 1:49,47    |
| 3     | Mike Rawson    | ENG  | 1:50,94    |
| 4     | Terry Sullivan | RHO  | 1:51,24    |
| 5     | Donal Smith    | NZL  | 1:51,59    |
| 6     | Mike Farrell   | ENG  | 1:51,85    |
| 7     | Les Locke      | SCO  | 1:54,83    |
|       | Edward Buswell | ENG  | DNS        |

Finale: 22. Juli

### Meilenlauf
| Platz | Athlet         | Land | Zeit (min) |
| ----- | -------------- | ---- | ---------- |
| 1     | Herb Elliott   | AUS  | 3:59,03    |
| 2     | Merv Lincoln   | AUS  | 4:01,80    |
| 3     | Albie Thomas   | AUS  | 4:02,77    |
| 4     | Gordon Pirie   | ENG  | 4:04,01    |
| 5     | Murray Halberg | NZL  | 4:06,65    |
| 6     | Mike Berisford | SCO  | 4:06,77    |
| 7     | Mike Blagrove  | ENG  | 4:07,78    |
| 8     | Brian Hewson   | ENG  | 4:10,98    |

Finale: 26. Juli

### Drei-Meilen-Lauf
| Platz | Athlet         | Land | Zeit (min) |
| ----- | -------------- | ---- | ---------- |
| 1     | Murray Halberg | NZL  | 13:14,96   |
| 2     | Albie Thomas   | AUS  | 13:24,37   |
| 3     | Neville Scott  | NZL  | 13:26,06   |
| 4     | Gordon Pirie   | ENG  | 13:29,45   |
| 5     | Peter Clark    | ENG  | 13:31,41   |
| 6     | John Merriman  | WAL  | 13:32,06   |
| 7     | Dave Power     | AUS  | 13:37,37   |
| 8     | Arere Anentia  | KEN  | 13:39,47   |

22. Juli

### Sechs-Meilen-Lauf
| Platz | Athlet          | Land | Zeit (min) |
| ----- | --------------- | ---- | ---------- |
| 1     | Dave Power      | AUS  | 28:48,16   |
| 2     | John Merriman   | WAL  | 28:48,84   |
| 3     | Arere Anentia   | KEN  | 28:51,48   |
| 4     | Martin Hyman    | ENG  | 28:58,59   |
| 5     | Fred Norris     | ENG  | 29:44,0    |
| 6     | Arap Sum Kanuti | KEN  | 30:03,6    |
| 7     | Joe Connolly    | SCO  | 30:20,4    |
| 8     | Barry Magee     | NZL  | 30:27,2    |

19. Juli

### Marathon
| Platz | Athlet              | Land | Zeit (h) |
| ----- | ------------------- | ---- | -------- |
| 1     | Dave Power          | AUS  | 2:22:46  |
| 2     | Jan Barnard         | SAF  | 2:22:58  |
| 3     | Peter Wilkinson     | ENG  | 2:24:42  |
| 4     | Eddie Kirkup        | ENG  | 2:27:32  |
| 5     | Gordon Dickson      | CAN  | 2:28:43  |
| 6     | Colin Kemball       | ENG  | 2:29:18  |
| 7     | Alexander McDougall | SCO  | 2:29:58  |
| 8     | Arap Sum Kanuti     | KEN  | 2:30:50  |

24. Juli

### 120-Yards-Hürdenlauf
| Platz | Athlet         | Land | Zeit (s) |
| ----- | -------------- | ---- | -------- |
| 1     | Keith Gardner  | JAM  | 14,20    |
| 2     | Jacobus Swart  | SAF  | 14,30    |
| 3     | Ghulam Raziq   | PAK  | 14,32    |
| 4     | Peter Stanger  | CAN  | 14,42    |
| 5     | Peter Hildreth | ENG  | 14,50    |
| 6     | Berry Primrose | AUS  | 14,97    |

Finale: 24. Juli
Wind 3,5 m/s

### 440-Yards-Hürdenlauf
| Platz | Athlet          | Land | Zeit (s) |
| ----- | --------------- | ---- | -------- |
| 1     | Gert Potgieter  | SAF  | 49,73    |
| 2     | David Lean      | AUS  | 50,59    |
| 3     | Bartonjo Rotich | KEN  | 51,75    |
| 4     | John Metcalf    | ENG  | 52,35    |
| 5     | Chris Goudge    | ENG  | 52,39    |
| 6     | George Shepherd | CAN  | 52,69    |

Finale: 22. Juli

### 4-mal-110-Yards-Staffel
| Platz | Land       | Athleten                                                | Zeit (s) |
| ----- | ---------- | ------------------------------------------------------- | -------- |
| 1     | England    | Peter Radford Roy Sandstrom David Segal Adrian Breacker | 40,72    |
| 2     | Nigeria    | Thomas Obi James Omagbemi Victor Odofin Smart Akraka    | 41,05    |
| 3     | Australien | Jim McCann Hector Hogan Terry Gale Kevan Gosper         | 41,64    |
| 4     | Kanada     | Stu Cameron Stan Levenson Peter Stanger Mike Agostini   | 41,74    |
| 5     | Wales      | Ronald Jones Nick Whitehead Dewi Roberts John Morgan    | 42,13    |
| 6     | Uganda     | Ben Nduga S. Bwowe Ignatius Okello Erasmus Amukun       | 42,17    |

### 4-mal-440-Yards-Staffel
| Platz | Land                  | Athleten                                                       | Zeit (min) |
| ----- | --------------------- | -------------------------------------------------------------- | ---------- |
| 1     | Südafrikanische Union | Gordon Day Gerald Evans Gert Potgieter Malcolm Spence          | 3:08,21    |
| 2     | England               | Derek Johnson John Salisbury John Wrighton Ted Sampson         | 3:09,61    |
| 3     | Jamaika               | Keith Gardner George Kerr Malcolm Spence Gerald James          | 3:10,08    |
| 4     | Kanada                | George Shepherd Douglas Clement Joe Mullins Terry Tobacco      | 3:12,72    |
| 5     | Indien                | Wahid Usmani Milkha Singh Daljit Singh Alex Silvera            | 3:15,39    |
| 6     | Kenia                 | Samuel Chemweno Bartonjo Rotich Arap Kiptalam Keter Kibet Boit | 3:16,72    |

### Hochsprung
| Platz | Athlet               | Land | Höhe (m) |
| ----- | -------------------- | ---- | -------- |
| 1     | Ernle Haisley        | JAM  | 2,06     |
| 2     | Chilla Porter        | AUS  | 2,03     |
| 3     | Robert Kotei         | GHA  | 2,00     |
| 4     | Joseph Leresae       | KEN  | 1,98     |
| 4     | Julius Chigbolu      | NGR  | 1,98     |
| 4     | Patrick Etolu        | UGA  | 1,98     |
| 7     | Crawford Fairbrother | SCO  | 1,98     |
| 8     | Ken Money            | CAN  | 1,98     |

Finale: 19. Juli

### Stabhochsprung
| Platz | Athlet          | Land | Höhe (m) |
| ----- | --------------- | ---- | -------- |
| 1     | Geoff Elliott   | ENG  | 4,16     |
| 2     | Robert Reid     | CAN  | 4,16     |
| 3     | Mervyn Richards | NZL  | 4,16     |
| 4     | Allah Ditta     | PAK  | 4,06     |
| 5     | Ian Ward        | ENG  | 3,96     |
| 6     | Wadi Khan       | PAK  | 3,96     |
| 7     | Rex Porter      | ENG  | 3,81     |
| 8     | Glen Cividen    | CAN  | 3,81     |

Finale: 26. Juli

### Weitsprung
| Platz | Athlet              | Land | Weite (m) |
| ----- | ------------------- | ---- | --------- |
| 1     | Paul Foreman        | JAM  | 7,47      |
| 2     | Deryck Taylor       | JAM  | 7,47      |
| 3     | Muhammad Ramzan Ali | PAK  | 7,33      |
| 4     | Ian Tomlinson       | AUS  | 7,30      |
| 5     | Roy Cruttenden      | ENG  | 7,28 w    |
| 6     | Roy Williams        | NZL  | 7,26      |
| 7     | Jack Smyth          | CAN  | 7,15      |
| 8     | Dave Norris         | NZL  | 7,15      |

Finale: 22. Juli

### Dreisprung
| Platz | Athlet           | Land | Weite (m) |
| ----- | ---------------- | ---- | --------- |
| 1     | Ian Tomlinson    | AUS  | 15,74     |
| 2     | Jack Smyth       | CAN  | 15,69     |
| 3     | Dave Norris      | NZL  | 15,45     |
| 4     | Maurice Rich     | AUS  | 15,45     |
| 5     | Ken Wilmshurst   | ENG  | 15,40     |
| 6     | Gabuh bin Piging | NBO  | 15,10     |
| 7     | Lawrence Ogwang  | UGA  | 15,10     |
| 8     | Tan Eng Yoon     | SIN  | 14,86 w   |

Finale: 24. Juli

### Kugelstoßen
| Platz | Athlet         | Land | Weite (m) |
| ----- | -------------- | ---- | --------- |
| 1     | Arthur Rowe    | ENG  | 17,57     |
| 2     | Martyn Lucking | ENG  | 16,50     |
| 3     | Barry Donath   | AUS  | 15,79     |
| 4     | Jan Botha      | SAF  | 15,61     |
| 5     | Nick Morgan    | ENG  | 15,56     |
| 6     | Mike Lindsay   | SCO  | 15,42     |
| 7     | Les Mills      | NZL  | 15,26     |
| 8     | Stan Raike     | CAN  | 15,00     |

24. Juli

### Diskuswurf
| Platz | Athlet               | Land | Weite (m) |
| ----- | -------------------- | ---- | --------- |
| 1     | Stephanus du Plessis | SAF  | 55,94     |
| 2     | Les Mills            | NZL  | 51,73     |
| 3     | Gerry Carr           | ENG  | 51,63     |
| 4     | Mike Lindsay         | SCO  | 49,07     |
| 5     | Mesulame Rakuro      | FIJ  | 48,01     |
| 6     | Stan Raike           | CAN  | 46,62     |
| 7     | Hywel Williams       | WAL  | 46,41     |
| 8     | Peter Isbester       | SCO  | 46,29     |

22. Juli

### Hammerwurf
| Platz | Athlet         | Land | Weite (m) |
| ----- | -------------- | ---- | --------- |
| 1     | Mike Ellis     | ENG  | 62,90     |
| 2     | Muhammad Iqbal | PAK  | 61,70     |
| 3     | Peter Allday   | ENG  | 57,58     |
| 4     | Howard Payne   | RHO  | 56,39     |
| 5     | Don Anthony    | ENG  | 55,02     |
| 6     | Charlie Morris | AUS  | 54,99     |
| 7     | Charles Koen   | SAF  | 52,49     |
| 8     | Malik Noor     | PAK  | 50,93     |

26. Juli

### Speerwurf
| Platz | Athlet         | Land | Weite (m) |
| ----- | -------------- | ---- | --------- |
| 1     | Colin Smith    | ENG  | 71,29     |
| 2     | Jalal Khan     | PAK  | 70,83     |
| 3     | Hans Moks      | CAN  | 70,41     |
| 4     | Richard Miller | NIR  | 66,96     |
| 5     | William Liga   | FIJ  | 66,90     |
| 6     | Peter Cullen   | ENG  | 66,90     |
| 7     | Ray Davies     | ENG  | 66,49     |
| 8     | Muhammad Nawaz | PAK  | 66,13     |

19. Juli

## Frauen

### 100-Yards-Lauf
| Platz | Athlet                  | Land | Zeit (s) |
| ----- | ----------------------- | ---- | -------- |
| 1     | Marlene Mathews-Willard | AUS  | 10,70    |
| 2     | Heather Young           | ENG  | 10,73    |
| 3     | Madeleine Weston        | ENG  | 10,81    |
| 4     | Betty Cuthbert          | AUS  | 10,84    |
| 5     | June Paul               | ENG  | 10,93    |
| 6     | Anne Shaw               | SAF  | 11,09    |

Finale: 22. Juli
Wind: 0,3 m/s

### 220-Yards-Lauf
| Platz | Athlet                  | Land | Zeit (s) |
| ----- | ----------------------- | ---- | -------- |
| 1     | Marlene Mathews-Willard | AUS  | 23,65    |
| 2     | Betty Cuthbert          | AUS  | 23,77    |
| 3     | Heather Young           | ENG  | 23,90    |
| 4     | June Paul               | ENG  | 24,14    |
| 5     | Magdel Myburgh          | SAF  | 24,51    |
| 6     | Eleanor Haslam          | CAN  | 24,63    |

Finale: 24. Juli
Wind: > 2,0 m/s

### 80-Meter-Hürdenlauf
| Platz | Athlet          | Land | Zeit (s) |
| ----- | --------------- | ---- | -------- |
| 1     | Norma Thrower   | AUS  | 10,72    |
| 2     | Carole Quinton  | ENG  | 10,77    |
| 3     | Gloria Wigney   | AUS  | 10,94    |
| 4     | Margaret Stuart | NZL  | 11,18    |
| 5     | Wendy Hayes     | AUS  | 11,21    |
| 6     | Heather Young   | ENG  | 11,34    |

Finale: 26. Juli
Wind: 4,9 m/s

### 4-mal-110-Yards-Staffel
| Platz | Land       | Athletinnen                                                    | Zeit (s) |
| ----- | ---------- | -------------------------------------------------------------- | -------- |
| 1     | England    | Madeleine Weston Dorothy Hyman June Paul Heather Young         | 45,37    |
| 2     | Australien | Betty Cuthbert Kay Johnson Wendy Hayes Marlene Mathews-Willard | 46,12    |
| 3     | Kanada     | Diane Matheson Eleanor Haslam Maureen Rever Freyda Berman      | 47,21    |
| 4     | Neuseeland | Mary Donaghy Marise Chamberlain Margaret Stuart Beverly Weigel | 48,34    |
| 5     | Schottland | Doris Tyndall Mary Campbell Isabel Bond Mary Symon             | 48,56    |
| 6     | Nordirland | Thelma Hopkins Bridget Robinson Mary Peters Maeve Kyle         | 50,43    |

### Hochsprung
| Platz | Athlet          | Land | Höhe (m) |
| ----- | --------------- | ---- | -------- |
| 1     | Michele Mason   | AUS  | 1,70     |
| 2     | Mary Donaghy    | NZL  | 1,70     |
| 3     | Helen Frith     | AUS  | 1,65     |
| 4     | Dorothy Shirley | ENG  | 1,65     |
| 5     | Mary Bignal     | ENG  | 1,62     |
| 6     | Audrey Banfield | ENG  | 1,62     |
| 7     | Jean Card       | ENG  | 1,57     |
| 8     | Thelma Hopkins  | NIR  | 1,57     |

22. Juli

### Weitsprung
| Platz | Athlet         | Land | Weite (m) |
| ----- | -------------- | ---- | --------- |
| 1     | Sheila Hoskin  | ENG  | 6,02 w    |
| 2     | Mary Bignal    | ENG  | 5,97 w    |
| 3     | Bev Watson     | AUS  | 5,97 w    |
| 4     | Jean Whitehead | WAL  | 5,78 w    |
| 5     | Mary Donaghy   | NZL  | 5,76 w    |
| 6     | Marian Needham | ENG  | 5,69 w    |
| 7     | Thelma Hopkins | NIR  | 5,55 w    |
|       | Beverly Weigel | NZL  | NM        |

Finale: 26. Juli

### Kugelstoßen
| Platz | Athlet              | Land | Weite (m) |
| ----- | ------------------- | ---- | --------- |
| 1     | Valerie Sloper      | NZL  | 15,54     |
| 2     | Suzanne Allday      | ENG  | 14,44     |
| 3     | Jackie Gelling      | CAN  | 14,03     |
| 4     | Magdalena Swanepoel | SAF  | 13,17     |
| 5     | Jennifer Thompson   | NZL  | 12,79     |
| 6     | Iris Mouzer         | ENG  | 12,41     |
| 7     | Josephine Cook      | ENG  | 12,29     |
| 8     | Mary Peters         | NIR  | 11,21     |

19. Juli

### Diskuswurf
| Platz | Athlet            | Land | Weite (m) |
| ----- | ----------------- | ---- | --------- |
| 1     | Suzanne Allday    | ENG  | 45,91     |
| 2     | Jennifer Thompson | NZL  | 45,29     |
| 3     | Valerie Sloper    | NZL  | 44,93     |
| 4     | Marie Dupree      | CAN  | 42,93     |
| 5     | Sylvia Needham    | ENG  | 42,53     |
| 6     | Lois Jackman      | AUS  | 40,86     |
| 7     | Anna Fick         | SAF  | 39,08     |
| 8     | Diana Will        | SCO  | 38,22     |

26. Juli

### Speerwurf
| Platz | Athlet              | Land | Weite (m) |
| ----- | ------------------- | ---- | --------- |
| 1     | Anna Pazera         | AUS  | 57,41     |
| 2     | Magdalena Swanepoel | SAF  | 48,73     |
| 3     | Averil Williams     | ENG  | 46,78     |
| 4     | Sue Platt           | ENG  | 45,38     |
| 5     | Margaret Callender  | ENG  | 44,31     |
| 6     | Mary Tadd           | ENG  | 41,58     |
| 7     | Elizabeth Davenport | IND  | 40,53     |
| 8     | Bridget Robinson    | NIR  | 36,67     |

24. Juli